# ۹۹ (فیلم ۲۰۱۹)
۹۹ (به انگلیسی: 99) فیلمی هندی محصول سال ۲۰۱۹ و به کارگردانی پیراتام گوبی است. در این فیلم بازیگرانی همچون گانش و بهاوانا ایفای نقش کرده‌اند.